# Дарав
Дарав (араб. دراو) — місто в єгипетській провінції Асуан.

## Географія
Дарав розташований на півдні країни у регіоні Верхній Єгипет. Лежить на річці Ніл нижче за течією відносно міста Асуан.

### Клімат
Місто знаходиться у зоні, котра характеризується кліматом тропічних пустель. Найтепліший місяць — червень із середньою температурою 33.3 °C (92 °F). Найхолодніший місяць — січень, із середньою температурою 16.7 °С (62 °F).
| Клімат Дарава           | Клімат Дарава | Клімат Дарава | Клімат Дарава | Клімат Дарава | Клімат Дарава | Клімат Дарава | Клімат Дарава | Клімат Дарава | Клімат Дарава | Клімат Дарава | Клімат Дарава | Клімат Дарава | Клімат Дарава |
| Показник                | Січ.          | Лют.          | Бер.          | Квіт.         | Трав.         | Черв.         | Лип.          | Серп.         | Вер.          | Жовт.         | Лист.         | Груд.         | Рік           |
| Абсолютний максимум, °C | 37            | 38            | 43            | 46            | 47            | 51            | 51            | 48            | 47            | 45            | 42            | 37            | 51            |
| Середній максимум, °C   | 23            | 25            | 30            | 35            | 39            | 41            | 41            | 41            | 39            | 36            | 30            | 25            | 34            |
| Середня температура, °C | 16            | 18            | 22            | 26            | 31            | 33            | 33            | 33            | 31            | 28            | 23            | 18            | 26            |
| Середній мінімум, °C    | 10            | 11            | 14            | 18            | 23            | 25            | 26            | 26            | 23            | 21            | 16            | 11            | 18            |
| Абсолютний мінімум, °C  | 3             | 1             | 6             | 9             | 11            | 20            | 21            | 19            | 17            | 13            | 6             | 3             | 1             |
| Днів з дощем            | 0             | 0             | 0             | 0             | 0             | 0             | 0             | 0             | 0             | 0             | 0             | 0             | 0             |
| Вологість повітря, %    | 43            | 34            | 28            | 23            | 20            | 21            | 24            | 25            | 29            | 33            | 41            | 46            | 31            |
| ----------------------- | ------------- | ------------- | ------------- | ------------- | ------------- | ------------- | ------------- | ------------- | ------------- | ------------- | ------------- | ------------- | ------------- |
| Джерело: Weatherbase    |               |               |               |               |               |               |               |               |               |               |               |               |               |